# Puchar Austrii w piłce siatkowej mężczyzn (2010/2011)
Rozgrywki o Puchar Austrii w piłce siatkowej mężczyzn w sezonie 2010/2011 (Österreichischer Cup) zainaugurowane zostały 14 października 2010 roku. 
Rozgrywki składały się z rundy wstępnej, 1/8 finału, ćwierćfinałów, półfinałów i finału.
Finał rozegrany został 24 lutego 2011 roku w Multiversum w Schwechat.
Zdobywcą Pucharu Austrii została drużyna hotVolleys Wiedeń.

## Drużyny uczestniczące
| 1. Bundesliga              | 1. Bundesliga |
| Zespół                     | Osiągnięcie   |
| -------------------------- | ------------- |
| Hypo Tirol Volleyballteam  | runda wstępna |
| Cemtec supervolley Enns    | ćwierćfinał   |
| hotVolleys Wiedeń          | zwycięstwo    |
| SK Posojilnica Aich/Dob    | półfinał      |
| TSV Sparkasse Hartberg     | finał         |
| Union Raiffeisen Arbesbach | runda wstępna |
| UVC Graz AG                | runda wstępna |
| VC Jerich International    | runda wstępna |
| VCA Hypo Niederösterreich  | półfinał      |

| 2. Bundesliga                       | 2. Bundesliga |
| Zespół                              | Osiągnięcie   |
| ----------------------------------- | ------------- |
| VC Klafs Brixental                  | 1/8 finału    |
| PSvBG Salzburg                      | runda wstępna |
| SG Sport Mayr Schwertberg/Perg/Ried | 1/8 finału    |
| SG supervolley OÖ 2                 | 1/8 finału    |
| Union Bisamberg/Hollabrunn          | 1/8 finału    |
| Volleyknights Vöcklabruck           | ćwierćfinał   |
| volleyteam Südstadt/Perchtoldsdorf  | runda wstępna |
| UVC gigasport Ried im Innkreis      | 1/8 finału    |
| VBC Weiz                            | 1/8 finału    |
| VC Mutter Natur Hausmannstätten     | 1/8 finału    |
| Wiener Neustadt-Felixdorf           | runda wstępna |
| VC Wolfurt 1978                     | runda wstępna |

| Inne            | Inne          |
| Zespół          | Osiągnięcie   |
| --------------- | ------------- |
| MusGym Salzburg | runda wstępna |
| SU inzingvolley | 1/8 finału    |

## Runda wstępna
| Data                                                                        | Drużyna 1                 | Wyniki dwumeczu                         | Drużyna 2                           |
| --------------------------------------------------------------------------- | ------------------------- | --------------------------------------- | ----------------------------------- |
| 17.10.2010                                                                  | hotVolleys Wiedeń         | 3:0 (25:15, 25:10, 25:7)                | volleyteam Südstadt/Perchtoldsdorf  |
| 26.10.2010                                                                  | hotVolleys Wiedeń         | 3:0 (25:11, 25:15, 25:14)               | volleyteam Südstadt/Perchtoldsdorf  |
| 14.10.2010                                                                  | PSvBG Salzburg            | 0:3 (15:25, 15:25, 22:25)               | Cemtec supervolley Enns             |
| 26.10.2010                                                                  | PSvBG Salzburg            | 0:3 (21:25, 15:25, 15:25)               | Cemtec supervolley Enns             |
| 17.10.2010                                                                  | VC Wolfurt 1978           | 3:2 (25:23, 25:20, 21:25, 11:25, 15:8)  | SG Sport Mayr Schwertberg/Perg/Ried |
| 23.10.2010                                                                  | VC Wolfurt 1978           | 0:3 (22:25, 15:25, 19:25) 1             | SG Sport Mayr Schwertberg/Perg/Ried |
| 17.10.2010                                                                  | UVC Graz AG               | 1:3 (21:25, 24:26, 25:16, 21:25)        | VCA Hypo Niederösterreich           |
| 26.10.2010                                                                  | UVC Graz AG               | 0:3 (25:27, 23:25, 20:25)               | VCA Hypo Niederösterreich           |
| 17.10.2010                                                                  | TSV Sparkasse Hartberg    | 3:0 (25:18, 25:18, 25:16)               | Union Raiffeisen Arbesbach          |
| 26.10.2010                                                                  | TSV Sparkasse Hartberg    | 3:1 (25:16, 24:26, 25:18, 25:17)        | Union Raiffeisen Arbesbach          |
| 17.10.2010                                                                  | MusGym Salzburg           | 1:3 (17:25, 18:25, 25:20, 24:26)        | VC Klafs Brixental                  |
| 26.10.2010                                                                  | MusGym Salzburg           | 1:3 (25:27, 21:25, 25:22, 21:25)        | VC Klafs Brixental                  |
| 17.10.2010                                                                  | Wiener Neustadt-Felixdorf | 0:3 (23:25, 14:25, 16:25)               | SK Posojilnica Aich/Dob             |
| 26.10.2010                                                                  | Wiener Neustadt-Felixdorf | 3:0 (28:26, 25:20, 25:20) 2             | SK Posojilnica Aich/Dob             |
| 17.10.2010                                                                  | VBC Weiz                  | 3:2 (16:25, 17:25, 30:28, 25:20, 17:15) | VC Jerich International             |
| 24.10.2010                                                                  | VBC Weiz                  | 3:2 (25:19, 16:25, 23:25, 28:26, 15:7)  | VC Jerich International             |
| 17.10.2010                                                                  | Hypo Tirol Volleyballteam | 1:3 (14:25, 15:25, 25:17, 18:25)        | Volleyknights Vöcklabruck           |
| 26.10.2010                                                                  | Hypo Tirol Volleyballteam | 0:3 (14:25, 16:25, 22:25)               | Volleyknights Vöcklabruck           |
| Po lewej gospodarze pierwszych meczów. 1 złoty set: 13:15 2 złoty set: 9:15 |                           |                                         |                                     |

## 1/8 finału
| Data                                                                        | Drużyna 1                       | Wyniki dwumeczu                         | Drużyna 2                           |
| --------------------------------------------------------------------------- | ------------------------------- | --------------------------------------- | ----------------------------------- |
| 13.11.2010                                                                  | hotVolleys Wiedeń               | 3:0 (25:11, 25:11, 25:14)               | SU inzingvolley                     |
| 14.11.2010                                                                  | hotVolleys Wiedeń               | 3:0 (25:11, 25:11, 25:12)               | SU inzingvolley                     |
| 12.11.2010                                                                  | Cemtec supervolley Enns         | 3:0 (25:19, 25:23, 30:28)               | SG Sport Mayr Schwertberg/Perg/Ried |
| 21.11.2010                                                                  | Cemtec supervolley Enns         | 3:2 (24:26, 25:18, 23:25, 25:18, 15:13) | SG Sport Mayr Schwertberg/Perg/Ried |
| 14.11.2010                                                                  | UVC gigasport Ried im Innkreis  | 3:2 (14:25, 25:22, 16:25, 25:19, 15:13) | VC Gewerbepark Mils                 |
| 21.11.2010                                                                  | UVC gigasport Ried im Innkreis  | 0:3 (25:27, 15:25, 20:25) 1             | VC Gewerbepark Mils                 |
| 12.11.2010                                                                  | VC Mutter Natur Hausmannstätten | 0:3 (30:32, 22:25, 22:25)               | VCA Hypo Niederösterreich           |
| 21.11.2010                                                                  | VC Mutter Natur Hausmannstätten | 0:3 (12:25, 14:25, 19:25)               | VCA Hypo Niederösterreich           |
| 14.11.2010                                                                  | Union Bisamberg/Hollabrunn      | 1:3 (22:25, 27:25, 20:25, 23:25)        | VBK Wörther-See-Löwen Klagenfurt    |
| 21.11.2010                                                                  | Union Bisamberg/Hollabrunn      | 1:3 (20:25, 25:19, 18:25, 24:26)        | VBK Wörther-See-Löwen Klagenfurt    |
| 14.11.2010                                                                  | TSV Sparkasse Hartberg          | 3:1 (25:13, 25:23, 21:25, 25:21)        | VC Klafs Brixental                  |
| 21.11.2010                                                                  | TSV Sparkasse Hartberg          | 3:1 (21:25, 25:14, 25:14, 25:21)        | VC Klafs Brixental                  |
| 14.11.2010                                                                  | SG supervolley OÖ 2             | 2:3 (25:23, 25:17, 17:25, 14:25, 9:15)  | SK Posojilnica Aich/Dob             |
| 20.11.2010                                                                  | SG supervolley OÖ 2             | 0:3 (17:25, 24:26, 19:25)               | SK Posojilnica Aich/Dob             |
| 14.11.2010                                                                  | VBC Weiz                        | 3:2 (21:25, 25:23, 22:25, 25:21, 15:11) | Volleyknights Vöcklabruck           |
| 21.11.2010                                                                  | VBC Weiz                        | 1:3 (18:25, 25:18, 16:25, 19:25) 2      | Volleyknights Vöcklabruck           |
| Po lewej gospodarze pierwszych meczów. 1 złoty set: 9:15 2 złoty set: 13:15 |                                 |                                         |                                     |

## Ćwierćfinał
| Data                                                      | Drużyna 1                        | Wyniki dwumeczu                        | Drużyna 2                 |
| --------------------------------------------------------- | -------------------------------- | -------------------------------------- | ------------------------- |
| 10.12.2010                                                | hotVolleys Wiedeń                | 3:0 (25:16, 25:17, 25:15)              | Cemtec supervolley Enns   |
| 13.12.2010                                                | hotVolleys Wiedeń                | 3:0 (25:22, 25:12, 25:23)              | Cemtec supervolley Enns   |
| 12.12.2010                                                | VC Gewerbepark Mils              | 0:3 (17:25, 12:25, 15:25)              | VCA Hypo Niederösterreich |
| 08.01.2011                                                | VC Gewerbepark Mils              | 0:3 (22:25, 21:25, 15:25)              | VCA Hypo Niederösterreich |
| 12.12.2010                                                | VBK Wörther-See-Löwen Klagenfurt | 1:3 (25:23, 12:25, 25:27, 20:25)       | TSV Sparkasse Hartberg    |
| 08.01.2011                                                | VBK Wörther-See-Löwen Klagenfurt | 2:3 (17:25, 27:25, 25:19, 18:25, 8:15) | TSV Sparkasse Hartberg    |
| 12.12.2010                                                | SK Posojilnica Aich/Dob          | 3:1 (25:18, 23:25, 25:20, 36:34)       | Volleyknights Vöcklabruck |
| 09.01.2011                                                | SK Posojilnica Aich/Dob          | 1:3 (16:25, 25:21, 21:25, 18:25) 1     | Volleyknights Vöcklabruck |
| Po lewej gospodarze pierwszych meczów. 1 złoty set: 15:12 |                                  |                                        |                           |

## Półfinały
| Data                                   | Drużyna 1              | Wyniki dwumeczu                         | Drużyna 2                 |
| -------------------------------------- | ---------------------- | --------------------------------------- | ------------------------- |
| 23.01.2011                             | hotVolleys Wiedeń      | 3:1 (25:19, 25:17, 19:25, 25:23)        | VCA Hypo Niederösterreich |
| 15.02.2011                             | hotVolleys Wiedeń      | 3:1 (25:21, 19:25, 25:22, 25:22)        | VCA Hypo Niederösterreich |
| 23.01.2011                             | TSV Sparkasse Hartberg | 3:2 (25:18, 20:25, 25:16, 24:26, 15:7)  | SK Posojilnica Aich/Dob   |
| 03.02.2011                             | TSV Sparkasse Hartberg | 3:2 (21:25, 20:25, 25:21, 25:18, 15:12) | SK Posojilnica Aich/Dob   |
| Po lewej gospodarze pierwszych meczów. |                        |                                         |                           |

## Finał
| Data       | Drużyna 1         | Wynik meczu                             | Drużyna 2              |
| ---------- | ----------------- | --------------------------------------- | ---------------------- |
| 24.02.2011 | hotVolleys Wiedeń | 3:2 (25:19, 15:25, 21:25, 25:20, 19:17) | TSV Sparkasse Hartberg |

## Klasyfikacja końcowa
| Miejsce | Zespół                           |
| ------- | -------------------------------- |
| 1       | hotVolleys Wiedeń                |
| 2       | TSV Sparkasse Hartberg           |
| 3-4     | SK Posojilnica Aich/Dob          |
| 3-4     | VCA Hypo Niederösterreich        |
| 5-8     | VC Gewerbepark Mils              |
| 5-8     | Cemtec supervolley Enns          |
| 5-8     | VBK Wörther-See-Löwen Klagenfurt |
| 5-8     | Volleyknights Vöcklabruck        |